# The Snow Goose
Albums de Camel
Mirage
(1974) Moonmadness
(1976)
The Snow Goose est le troisième album studio du groupe rock progressif britannique Camel, sorti en 1975.
Il connaît le succès, se classant en 22e place du hit-parade britannique.

## Histoire

### Origines
Sur l'album Mirage, la chanson Nimrodel/The Procession/The White Rider s'inspirait du Seigneur des anneaux. Étant d'avides lecteurs, les musiciens de Camel décidèrent de continuer dans cette même vague en produisant un nouvel album entièrement basé sur un livre. Plusieurs titres furent proposés, dont Siddharta et Le Loup des steppes de Hermann Hesse, proposés par le claviériste Peter Bardens, mais aucun de ces titres ne fut finalement retenu. Plus tard, le bassiste Doug Ferguson proposa le roman pour enfants L'Oie des neiges de Paul Gallico. Peter Bardens et Andrew Latimer commencèrent immédiatement à composer une musique basée sur ce titre.
Dès 1974, Camel interprétait des chansons de cet album qui ne sortit qu'en 1975.

### The Snow Goose 2013
À l'automne 2013, Camel, désormais composé d'Andrew Latimer, Guy LeBlanc (claviers), Denis Clement (batterie) et Colin Bass (basse), se produit en concert en Europe et interprète l'intégralité de The Snow Goose. Cette tournée, dédiée à la mémoire de Peter Bardens (mort en 2002), est suivie de la parution d'une version entièrement réenregistrée de l'album.

## Titres
Tous les titres, purement instrumentaux, sont de Peter Bardens et Andrew Latimer.

### Face 1
1. The Great Marsh – 2 min 02
2. Rhayader – 3 min 01
3. Rhayader Goes to Town – 5 min 20
4. Sanctuary – 1 min 05
5. Fritha – 1 min 19
6. The Snow Goose – 3 min 12
7. Friendship – 1 min 44
8. Migration – 2 min 01
9. Rhayader Alone – 1 min 50

### Face 2
1. Flight of the Snow Goose – 3 min 12
2. Preparation – 3 min 58
3. Dunkirk – 5 min 19
4. Epitaph – 2 min 07
5. Fritha Alone – 1 min 40
6. La Princesse Perdue – 4 min 44
7. The Great Marsh – 1 min 20

### Titres bonus (réédition 2002)
1. Flight of the Snow Goose (version single) – 2 min 05
2. Rhayader (version single) – 3 min 09
3. Flight of the Snow Goose (autre version single) – 2 min 49
4. Rhayader Goes to Town (en concert au Marquee Club) – 5 min 07
5. a. The Snow Goose b. Freefall (en concert au Marquee Club) – 11 min 01

## Musiciens

### Version 1975
- Andrew Latimer : guitares, flûte
- Peter Bardens : claviers
- Doug Ferguson : basse
- Andy Ward : batterie, percussions

### Version 2013
- Andrew Latimer : guitares, flûte
- Guy LeBlanc : claviers
- Colin Bass : basse
- Denis Clement : batterie